# Terrorhotnivå
Terrorhotnivå avser sannolikheten att aktörer har avsikt och förmåga att genomföra attentat.

## Sverige
I Sverige är hotet indelat i en femgradig skala:
1. Inget identifierat hot
2. Lågt hot
3. Förhöjt hot
4. Högt hot
5. Mycket högt hot/Mycket allvarligt hot

Sverige låg före oktober 2010 oftast på nivå 2 och oktober 2010 till 18 november 2015 på nivå 3. Den 17 augusti 2023 höjdes nivån till nivå 4. Den 23 maj 2025 sänktes nivån till nivå 3.
Sveriges militära engagemang i Afghanistan och att svenska medborgare har krigat för IS och återvänt till Sverige har angivits som orsaker till att Sverige 2010−2015 hade förhöjt hot.
2019 bedömdes islamistisk terrorism utgöra det främsta hotet enligt NCT.